# Bristol Scout

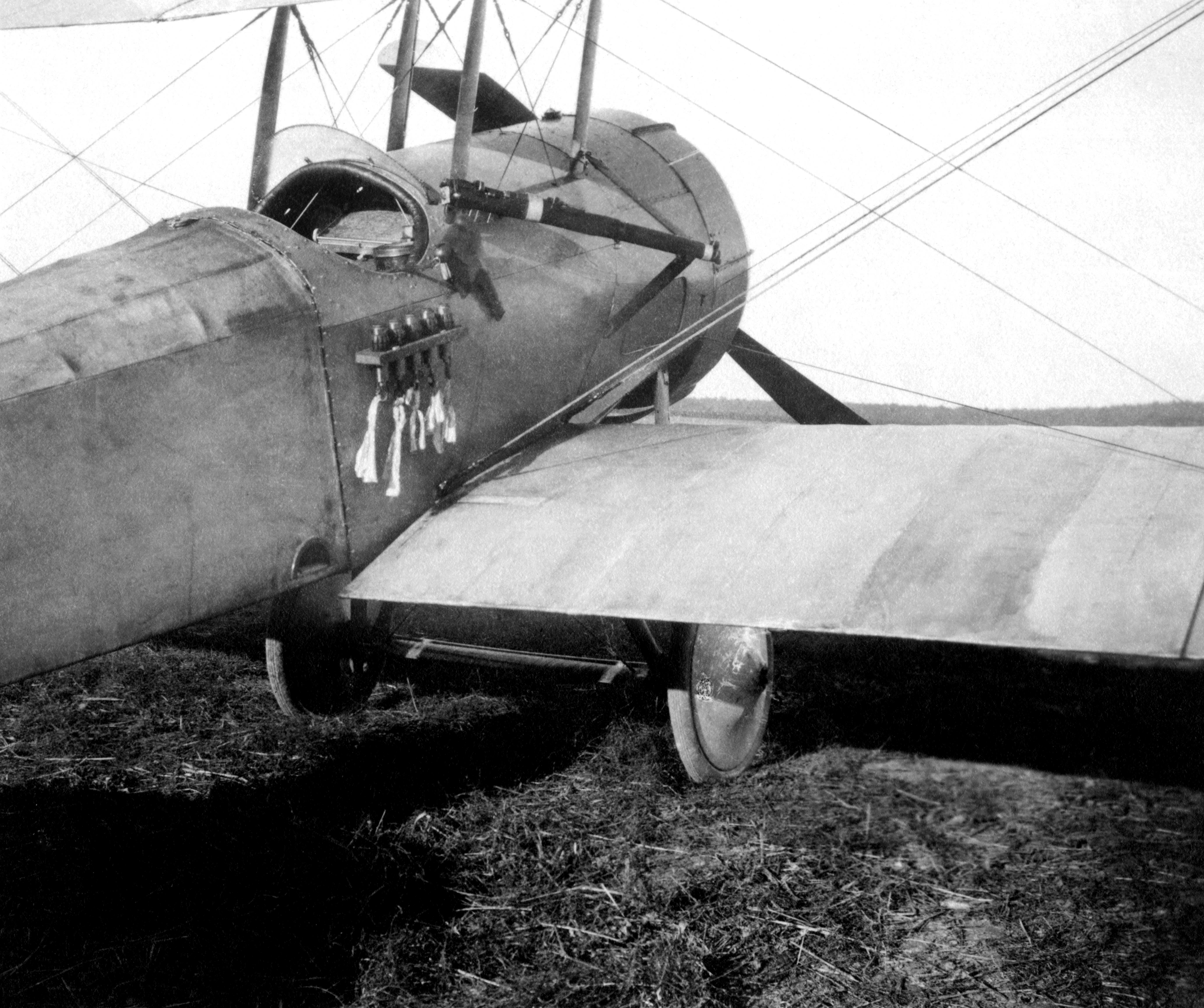
Eine für den Erdkampf ausgerüstete Bristol Scout 1914 in Saint-Omer. Neben dem Cockpit befindet sich ein Gestell mit Gewehrgranaten. Der Pilot musste den Sicherungsstift mit den Zähnen aus den Granaten entfernen, bevor er sie nach unten warf.

Die Bristol Scout war ein britisches Militärflugzeug im Ersten Weltkrieg; aufgrund ihrer geringen Größe war sie auch als Bristol Baby bekannt.

## Entwicklungsgeschichte
Nachdem ein zuvor in Auftrag gegebenes Projekt storniert worden war, übernahmen die Bristol-Konstrukteure Frank Barnwell und Harry Busteed 1913 den vorliegenden Entwurf, um ihn zu einem anderen Flugzeug umzugestalten. Barnwell vervollständigte den angefangenen Rumpf und verband ihn mit einem einstieligen Doppeldecker-Tragwerk und einem geänderten Leitwerk. Das Flugzeug, genannt Bristol Scout-A, wurde mit einem 7-Zylinder-Gnôme-Umlaufmotor am 23. Februar 1914 erprobt und danach zur Verbesserung der Flugeigenschaften mit längeren Tragflächen versehen. Die Maschine wurde im März auf dem Londoner Messegelände der Öffentlichkeit vorgestellt. Sie nahm am Flugwettbewerb London–Paris–London teil, musste aber im Kanal notwassern, da sie unzureichend betankt worden war.

### Bristol Scout A und B
Im Sommer 1914 wurden zwei weitere Maschinen gebaut, die als Scout A und B an die Squadrons 3 und 5 des Royal Flying Corps (RFC) in Frankreich gingen. Nach ersten Einsatzerfahrungen schlossen sich weitere Aufträge an.
Die Scout besaß neben ihrer Geschwindigkeit von über 150 km/h alle Eigenschaften eines Jagdeinsitzers, es stand jedoch noch keine zweckmäßige Bewaffnung zur Verfügung. Anfangs führten britischen Piloten ein Lee-Enfield-Gewehr, eine Mauser-C96-Pistole und fünf an der rechten Seite des Rumpfes befestigte Gewehrgranaten mit. Die Scout B mit der Seriennummer 648 wurde auf beiden Seiten mit je einem seitwärts am Propeller vorbei nach vorn feuernden Gewehr bewaffnet.

### Bristol Scout C

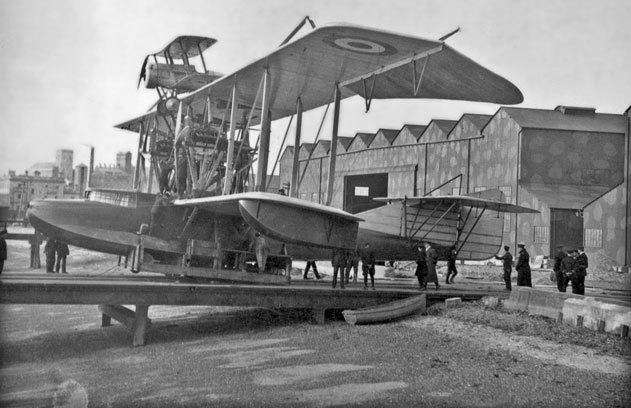
Bristol Scout (oben als Parasitflugzeug getragen von einer Felixstowe Porte Baby)

Von der verbesserten Bristol 1 Scout C entstanden zwischen November 1914 und März 1916 insgesamt 161 Maschinen, davon waren 22 RFC-Exemplare und die des RNAS (Royal Naval Air Service = Marinefliegertruppe) mit einem 80-PS-Gnome-Motor ausgestattet, die übrigen Flugzeuge gingen mangels Verfügbarkeit dieses Motors mit einem ebenfalls 80 PS leistenden Le-Rhóne-Triebwerk an das RFC.
Bei den beiden Bristol Scout C mit den Seriennummern 1609 und 1611 ließ Captain Lanoe Hawker, der die No. 6 Squadron des Royal Flying Corps führte, nach diesem Vorbild jeweils seitlich an der linken Seite des Rumpfes ein Lewis-MG anbringen. Als Hawker die Scout 1611 flog, gelang es ihm am 25. Juli 1915, zwei deutsche Flugzeuge abzuschießen und am 25. Juli 1915 ein drittes zwischen Passchendaele und Zillebeke zur Landung zu zwingen, wofür er als erster britischer Jagdflieger mit dem Victoria-Kreuz ausgezeichnet wurde.
Eine Anzahl weiterer Scout C des RNAS wurden ebenfalls mit Lewis-MGs ausgerüstet, zum Teil am Rumpf, zum Teil über der oberen Tragfläche montiert. Beim Flugzeug 5303 wurde ein MG so angebracht, dass es durch den Propellerkreis schoss, wobei nach dem Vorbild der französischen Morane-Saulnier N Ablenkbleche an den Propellerblättern angebracht waren. Weitere Maschinen der Marineflieger wurden mit Fliegerpfeilen oder vier Kleinbomben bewaffnet, um damit gegnerische Luftschiffe anzugreifen. Zwei Flugzeuge wurden an Bord des Flugzeugträgers HMS Vindex mitgeführt, wobei auch erfolgreiche Flugversuche mit einem Porte-Baby-Flugboot als Trägerflugzeug unternommen wurden, um die Reichweite der Scouts als Abfangjäger gegen Zeppeline zu erhöhen.
Insgesamt wurden 161 Scout C geliefert.

### Bristol Scout D
Als Scout D firmierten die Bristol 2, 3, 4 und 5. Diese ab November 1915 eingeführten Varianten waren mit einem geänderten Kühlungs- und Tanksystem, anderer Motoraufhängung, modifizierter Verstrebung und bei späteren Ausführungen mit einem größeren Heckruder ausgerüstet.
Es entstanden 130 Bristol 3, 60 Bristol 4 und drei Bristol 5, letztere mit dem 110 PS leistenden 9-Zylinder-Clerget-Motor. 80 Maschinen wurden an das RNAS, 130 an das RFC geliefert. Später wurden dann einige Scouts mit synchronisierten Vickers-MG ausgestattet. Als Luftschiffjäger erhielten die Scouts zusätzlich 48 Rankin-Flugpfeile als Abwurfmunition.
Die Bristol Scout, die an der Westfront, in Mazedonien und vom Australian Flying Corps in Ägypten eingesetzt worden waren, wurden ab Mai 1916 von der Front zurückgezogen; die letzten Maschinen blieben jedoch bis Frühjahr 1917 im Kriegseinsatz, bis auch sie an Trainingseinheiten abgegeben wurden. Je eine Scout wurde an die australischen und die US-Fliegertruppe als Schulflugzeug geliefert. Die Flugzeuge waren leicht zu fliegen und daher bei den Piloten sehr beliebt.
Insgesamt wurden 210 Scout D geliefert.

## Verbleib
Eine Original-Scout ist heute nicht mehr erhalten. Es existieren jedoch einige originalgetreue Nachbauten, wie zum Beispiel die Bristol Scout D im britischen Fleet-Air-Arm-Museum in Ilchester. In Sywell (Northampton) wurde über einen Zeitraum von sieben Jahren eine flugfähige Scout C unter Verwendung von Originalteilen aufgebaut. Die Maschine, die Markierungen einer Scout des No 2 Wing von 1916 trägt, flog zum ersten Mal am 9. Juli 2015 vom Flugfeld Bicester. Dies ist derzeit (2015) die einzige flugfähige Bristol Scout.

## Varianten
Neben den genannten Serientypen wurden weitere Versuchstypen gebaut:
- Vom Bristol Scout S.S.A., einem bewaffneten Kampfeinsitzer, wurde ein Flugzeug gebaut und an die französischen Behörden geliefert.
- Die G.B.1 wurde als einsitziges schnelles Sportflugzeug konzipiert, aber nicht hergestellt.
- Die S.2A war eine zweisitzige Schulflugzeug-Version des Scout D. Hiervon wurden zwei hergestellt.
- Von der Scout F wurden drei Prototypen als bewaffnete Jäger gebaut. Sie kam jedoch zu spät für den Einsatz.

## Militärische Nutzer
Australien
- Australian Flying Corps

 Griechenland
- Griechische Marine

 Vereinigtes Königreich
- Royal Flying Corps
- Royal Naval Air Service

## Technische Daten Bristol 3 Scout D

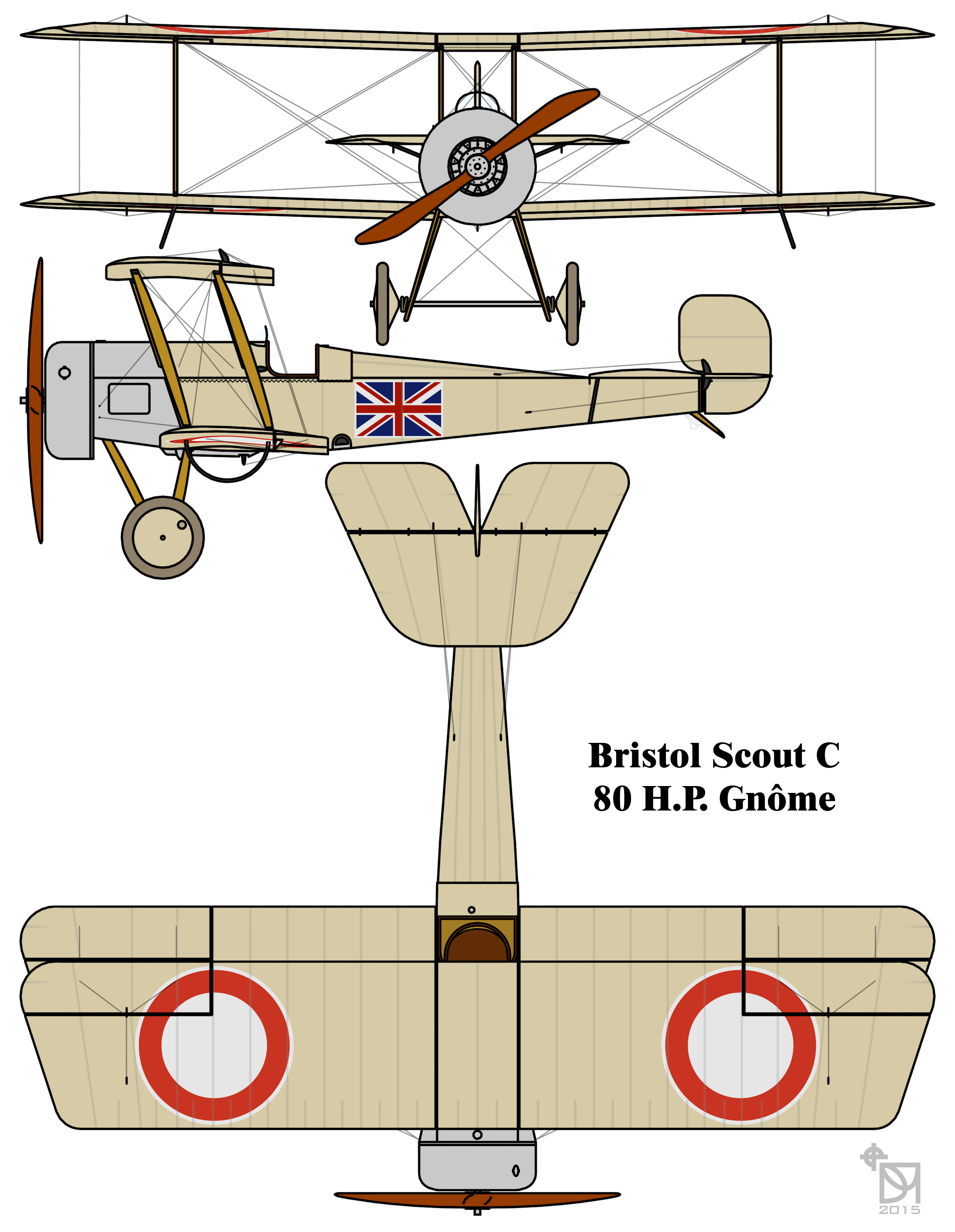
Dreiseitenansicht der RNAS Bristol Scout C

| Kenngröße             | Daten                                                      |
| --------------------- | ---------------------------------------------------------- |
| Besatzung             | 1                                                          |
| Länge                 | 6,02 m                                                     |
| Spannweite            | 8,33 m                                                     |
| Höhe                  | 2,59 m                                                     |
| Flügelfläche          | 18,59 m²                                                   |
| Leermasse             | 345 kg                                                     |
| max. Startmasse       | 567 kg                                                     |
| Triebwerk             | ein luftgekühlter Umlaufmotor Clerget oder Le Rhône, 80 PS |
| Höchstgeschwindigkeit | 138 km/h in 3050 m 161 km/h in Bodennähe                   |
| Steigzeit auf 3050 m  | 18:30 min                                                  |
| Flugdauer             | 2 h                                                        |
| Bewaffnung            | 1 MG 7,7 mm (Lewis)                                        |